# 科学城站 (成都市)
科学城站位于中华人民共和国四川省成都市天府新区，是成都地铁1号线三期工程的地下车站，于2018年3月18日启用。

## 车站概要
本站位于天府大道南段与科学城中路交汇处地下，沿天府大道南段呈南北向布置，于2018年3月18日开通使用。因临近成都科学城而得名。是1号线主线南段终点车站。在1号线三期工程建设期间，本站曾使用工程名“天府新站”。

## 车站结构
本站为地下两层侧式站台车站，全长200.35米，标准段宽28.3米，总面积为10630平方米，其中公共区面积为6600平方米。
| 地面      |                                  | 出入口                     |                            |
| 地下 一层 | 站厅层                           | 安检、售票机、站内商店     |                            |
| 地下 二层 | 侧式站台，右边车门将会开启       | 侧式站台，右边车门将会开启 | 侧式站台，右边车门将会开启 |
| 地下 二层 | 1号线列车往韦家碾方向 （兴隆湖） |                            |                            |
| 地下 二层 | 1号线列车终点站台                |                            |                            |
| 地下 二层 | 侧式站台，右边车门将会开启       |                            |                            |

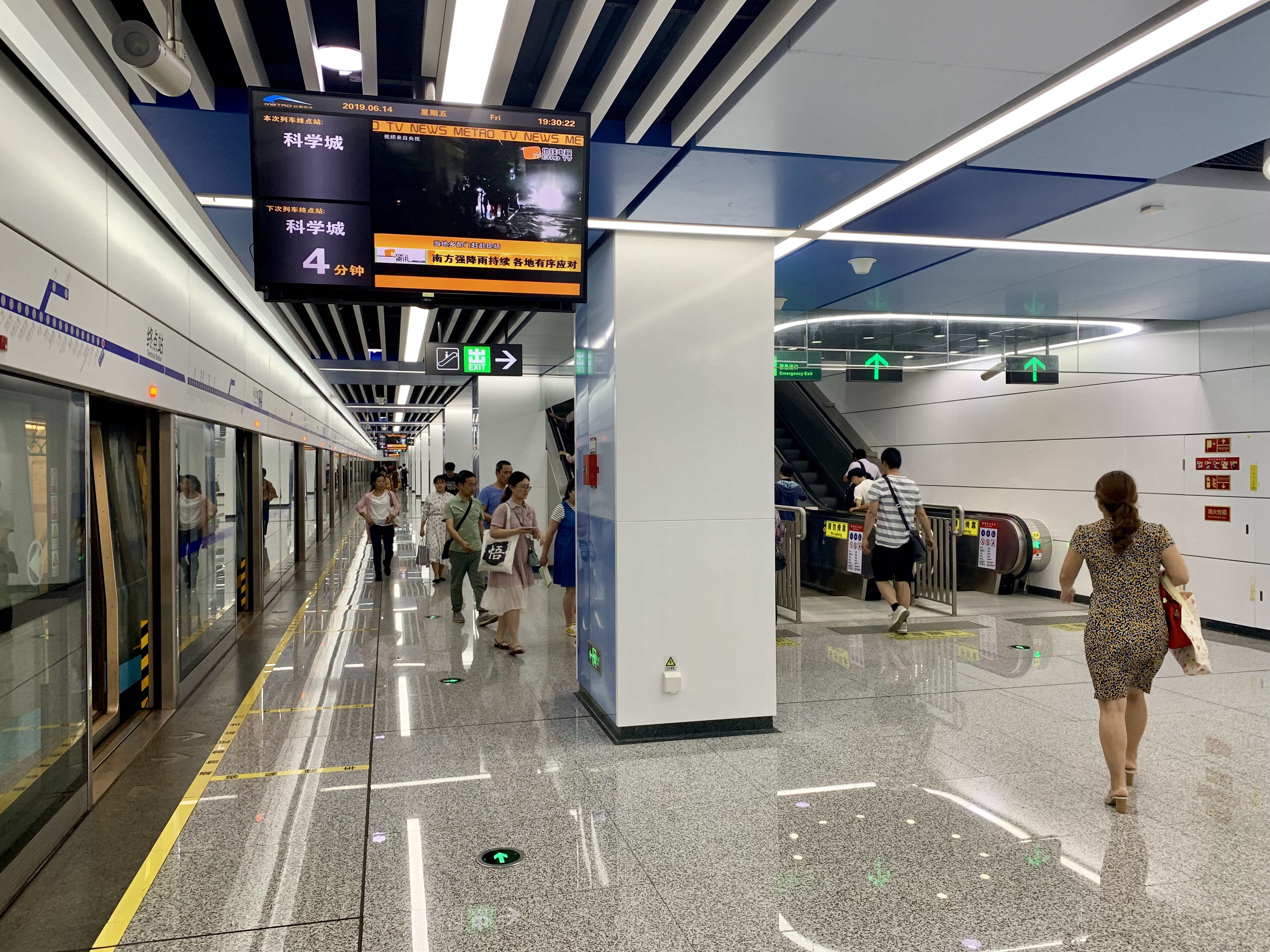
到达站台
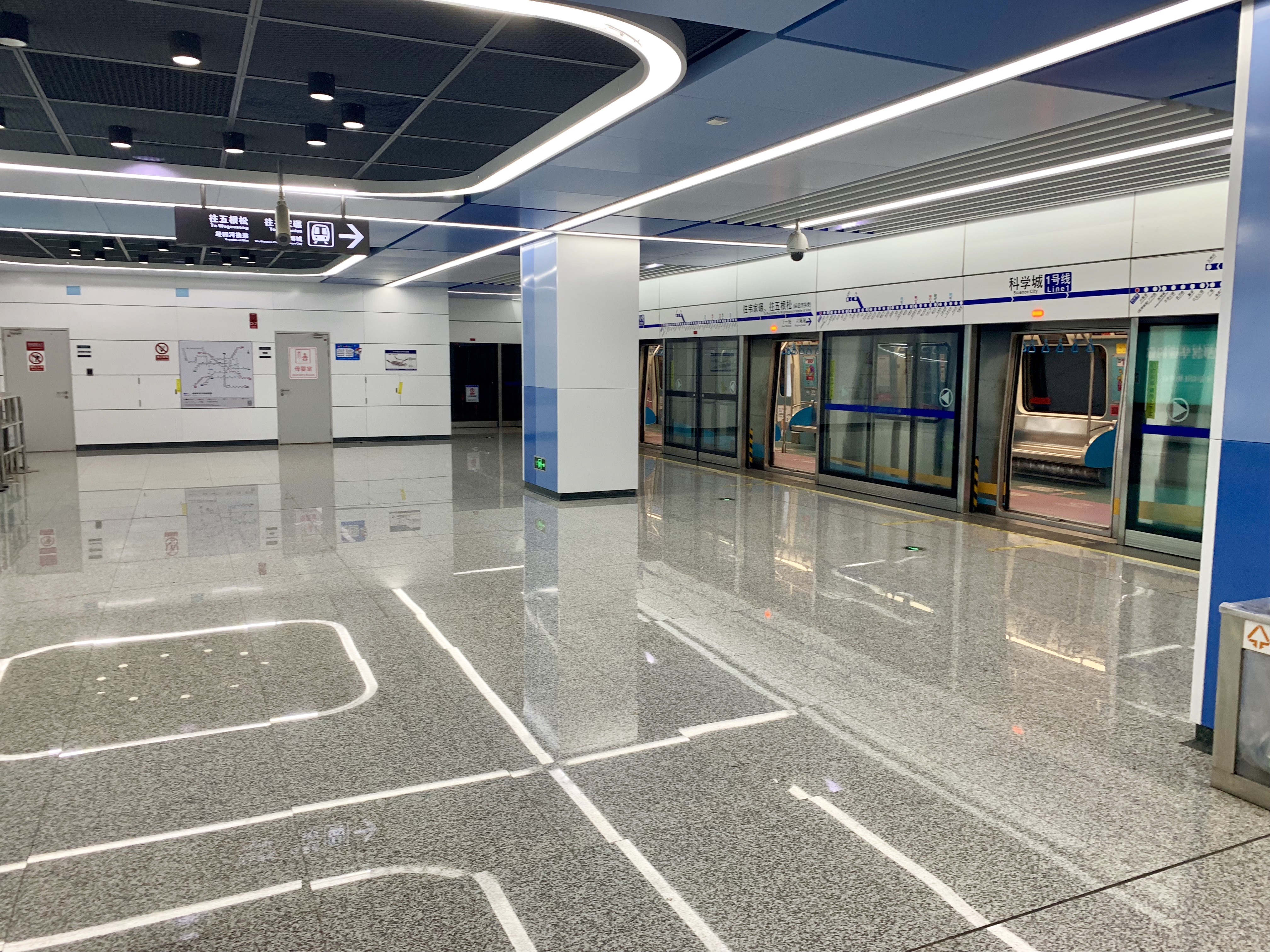
出发站台
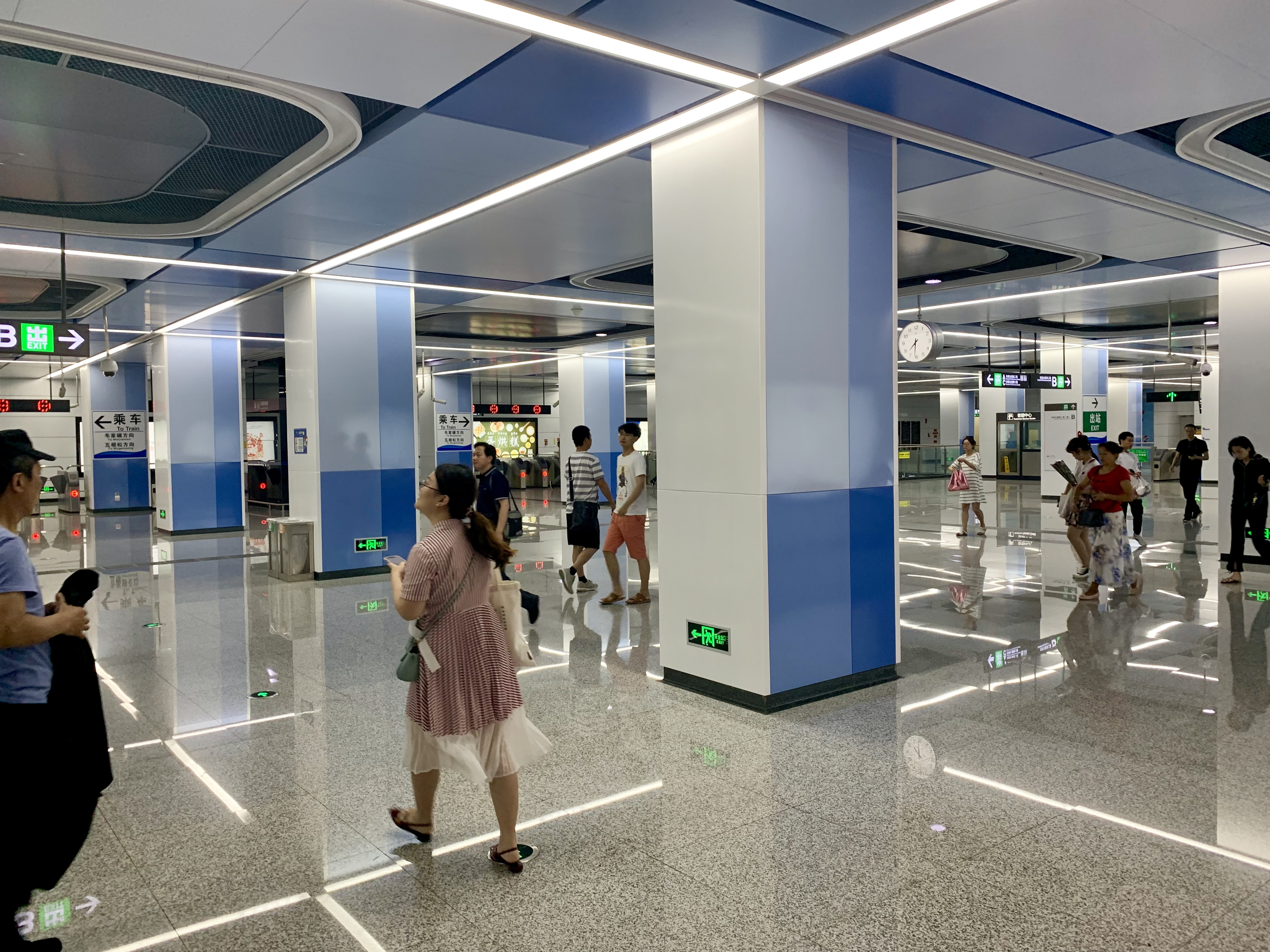
站厅层

## 内装与公共艺术
本站为1号线三期工程4座艺术重点站之一。
本站周边是成都科技创新产学研集聚区，本站延续1号线一期“一站一景”的理念，以“创新科技·创想未来”为出发点，站厅装修选取高反射磨砂材质，以体现科技氛围，吊顶预留有艺术品的位置。采用用LED灯光艺术装置模拟星空景象，体现探索宇宙的科学精神。本站用不同层级的色彩区分蓝色的付费区与白色的非付费区。

## 出入口信息
本站目前开放4个出入口。
| 出口编号     | 设施              | 地点         | 可到达目的地 |
| ------------ | ----------------- | ------------ | ------------ |
|              |                   |              |              |
|              | 无障碍电梯 卫生间 | 天府大道南段 |              |
| 出口 · A · 2 |                   | 天府大道南段 |              |
| 出口 · C     |                   | 天府大道南段 |              |
| 出口 · D     |                   | 天府大道南段 |              |

## 公交换乘
T100路, T101路等。

## 大事记
- 2016年2月3日，主体结构封顶[3]；
- 2017年11月10日，移交运营公司[4]；
- 2018年3月18日，正式开通使用[1]。